# Pseudaletia albicosta
Pseudaletia albicosta är en fjärilsart som beskrevs av Moore 1882. Pseudaletia albicosta ingår i släktet Pseudaletia och familjen nattflyn. Inga underarter finns listade i Catalogue of Life.